# Adrien Lebeau
Adrien Lebeau (Metz, 8 luglio 1999) è un calciatore francese, centrocampista dell'Hansa Rostock.

## Carriera
Lebeau ha iniziato a giocare con la squadra della sua città prima di passare allo Strasburgo nel 2015. Il 28 maggio 2019 ha firmato il suo primo contratto professionistico ed il 25 agosto dello stesso anno ha debuttato in prima squadra nell'incontro di Ligue 1 perso 2-0 contro il Rennes. Il 4 gennaio 2020 ha segnato il suo primo gol nel successo per 4-1 contro lo Stade Portelois in Coppa di Francia.
Il 5 agosto 2021 è stato ceduto a titolo definitivo al Waldhof Mannheim in Germania.
Il 4 agosto 2023 ha fatto ritorno in Francia firmando con il Brest.

## Statistiche

### Presenze e reti nei club
Statistiche aggiornate al 3 dicembre 2023.
| Stagione        | Squadra          | Campionato      | Campionato | Campionato | Coppe nazionali | Coppe nazionali | Coppe nazionali | Coppe continentali | Coppe continentali | Coppe continentali | Altre coppe | Altre coppe | Altre coppe | Totale | Totale | Totale |
| Stagione        | Squadra          | Comp            | Pres       | Reti       | Comp            | Pres            | Reti            | Comp               | Pres               | Reti               | Comp        | Pres        | Reti        | Pres   | Reti   |        |
| --------------- | ---------------- | --------------- | ---------- | ---------- | --------------- | --------------- | --------------- | ------------------ | ------------------ | ------------------ | ----------- | ----------- | ----------- | ------ | ------ | ------ |
| 2016-2017       | Strasburgo 2     | N3              | 2          | 0          |                 | -               | -               |                    | -                  | -                  |             | -           | -           | 2      | 0      |        |
| 2017-2018       | Strasburgo 2     | N3              | 20         | 1          |                 | -               | -               |                    | -                  | -                  |             | -           | -           | 20     | 1      |        |
| 2018-2019       | Strasburgo 2     | N3              | 21         | 4          |                 | -               | -               |                    | -                  | -                  |             | -           | -           | 21     | 4      |        |
| 2019-2020       | Strasburgo 2     | N3              | 6          | 0          |                 | -               | -               |                    | -                  | -                  |             | -           | -           | 6      | 0      |        |
| 2020-2021       | Strasburgo 2     | N3              | 1          | 0          |                 | -               | -               |                    | -                  | -                  |             | -           | -           | 1      | 0      |        |
| 2019-2020       | Strasburgo       | L1              | 2          | 0          | CF+CdL          | 2+3             | 1+0             | UEL                | 0                  | 0                  |             | -           | -           | 7      | 1      |        |
| 2020-2021       | Strasburgo       | L1              | 0          | 0          | CF              | 0               | 0               |                    | -                  | -                  |             | -           | -           | 0      | 0      |        |
| 2021-2022       | Waldhof Mannheim | 3L              | 24         | 2          | CG              | 2               | 0               |                    | -                  | -                  |             | -           | -           | 26     | 2      |        |
| 2022-2023       | Waldhof Mannheim | 3L              | 15         | 3          | CG              | 0               | 0               |                    | -                  | -                  |             | -           | -           | 15     | 3      |        |
| 2023-2024       | Brest            | L1              | 4          | 0          | CF              | 0               | 0               |                    | -                  | -                  |             | -           | -           | 4      | 0      |        |
| Totale carriera | Totale carriera  | Totale carriera | 95         | 10         |                 | 7               | 1               |                    | 0                  | 0                  |             | -           | -           | 102    | 10     |        |